# 야마가촌 (후쿠오카현)
야마가촌(山鹿村)은 1889년 4월 1일부터 1905년 11월 5일까지 후쿠오카현 온가군에 있던 촌이다. 현재의 아시야정에 해당한다.

## 역사
- 1889년 4월 1일 - 정촌제 시행에 의해 온가군 야마가촌이 단독으로 성립하였다.
- 1905년 11월 1일 - 구 아시야정과 합병해 새로운 아시야정이 성립하여 소멸했다.

## 참고문헌
- 角川日本地名大辞典 40 福岡県
- 『市町村名変遷辞典』東京堂出版、1990年。